# Jessica Yu
Jessica Yu (New York, 14 febbraio 1966) è una regista statunitense.

## Biografia
Ha vinto l'Oscar al miglior cortometraggio documentario per Breathing Lessons: The Life and Work of Mark O'Brien nel 1997.
In seguito ha girato numerosi altri documentari tra cui Misconception (2014) e ForEveryone.Net (2016), incentrato sull'inventore del World Wide Web, Sir Tim Berners-Lee.

## Vita privata
Vive a Los Angeles col marito, lo scrittore e violoncellista Mark Salzman. La coppia ha due figlie. 

## Filmografia

### Regista

#### Cinema
- Sour Death Balls - cortometraggio (1993)
- The Conductor (1994)
- Men of Reenaction (1994)
- Breathing Lessons: The Life and Work of Mark O'Brien - cortometraggio documentario (1996)
- The Living Museum - documentario (1998)
- Better Late - cortometraggio (1998)
- In the Realms of the Unreal - documentario (2004)
- Protagonist - documentario (2007)
- Ping Pong Playa (2008)
- The Kinda Sutra - cortometraggio documentario (2009)
- Last Call at the Oasis - documentario (2011)
- Meet Mr Toilet  - cortometraggio (2012)
- Focus Forward: Short Films, Big Ideas - cortometraggio documentario (2012)
- Misconception - documentario (2014)
- We the Economy: 20 Short Films You Can't Afford to Miss - documentario (2014)
- ForEveryone.Net - cortometraggio documentario (2016)
- James Turrell: You Who Look - cortometraggio (2016)
- Quiz Lady (2023)

#### Televisione
- West Wing - Tutti gli uomini del Presidente (The West Wing) - serie TV, episodio 2x16-4x19-5x17 (2001-2004)
- E.R. - Medici in prima linea (ER) - serie TV, episodio 8x17 (2002)
- The Guardian - serie TV, episodio 2x12 (2003)
- Mister Sterling - serie TV, episodio 1x10 (2003)
- The Lyon's Den - serie TV, episodio 1x01 (2003)
- American Dreams - serie TV, episodio 2x12 (2003)
- Grey's Anatomy - serie TV, 6 episodi (2006-2011)
- Scandal - serie TV, episodio 2x09 (2012)
- Parenthood - serie TV, 4 episodi (2012-2014)
- American Crime - serie TV, episodi 1x09-2x06-3x08 (2015-2017)
- Castle - serie TV, episodi 8x12-8x18 (2016)
- Lady Dynamite - serie TV, episodio 1x11 (2016)
- Pure Genius - serie TV, episodio 1x03 (2016)
- Maria Bamford: Old Baby - documentario TV (2017)
- Ten Days in the Valley - serie TV, episodio 1x04 (2017)
- Tredici (13 Reasons Why) - serie TV, 4 episodi (2017-2018)
- Sorry for Your Loss - serie TV, episodio 1x03 (2017-2018)
- Billions - serie TV, episodio 3x11 (2018)
- The Affair - Una relazione pericolosa (The Affair) - serie TV, episodio 4x05 (2018)
- I'm Dying Up Here - Chi è di scena? (I'm Dying Up Here) - serie TV, episodio 2x09 (2018)
- Citadel – serie TV, episodi 1x03-1x04 (2023)